# Niezniszczalne

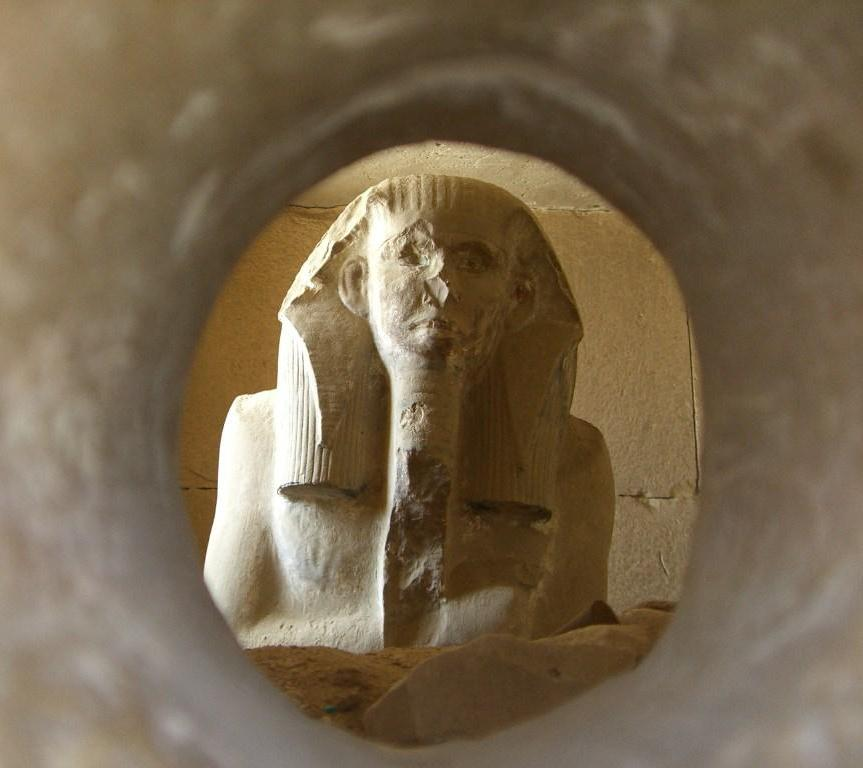
Ka Dżesera w jego serdabie

Niezniszczalne (egip. ikhemu-sek – dosłownie „te, które nie znają zniszczenia”) – nazwa nadana przez starożytnych Egipcjan dwóm jasnym gwiazdom, które około 2500 roku p.n.e. wydawały się okrążać północny biegun niebieski. Wywodzi się ona z wierzeń, według których północ stanowiła bramę do nieba dla faraonów, a gwiazdy – ściśle związane z wiecznością i życiem pozagrobowym. Współcześnie te gwiazdy okołobiegunowe rozpoznajemy jako Kochab (Beta Ursae Minoris) w Małej Niedźwiedzicy (nazywanej też Małym Wozem) oraz Mizar (Zeta Ursae Majoris) w Wielkiej Niedźwiedzicy, położony mniej więcej w połowie „dyszla” Wielkiego Wozu.

## Wierzenia

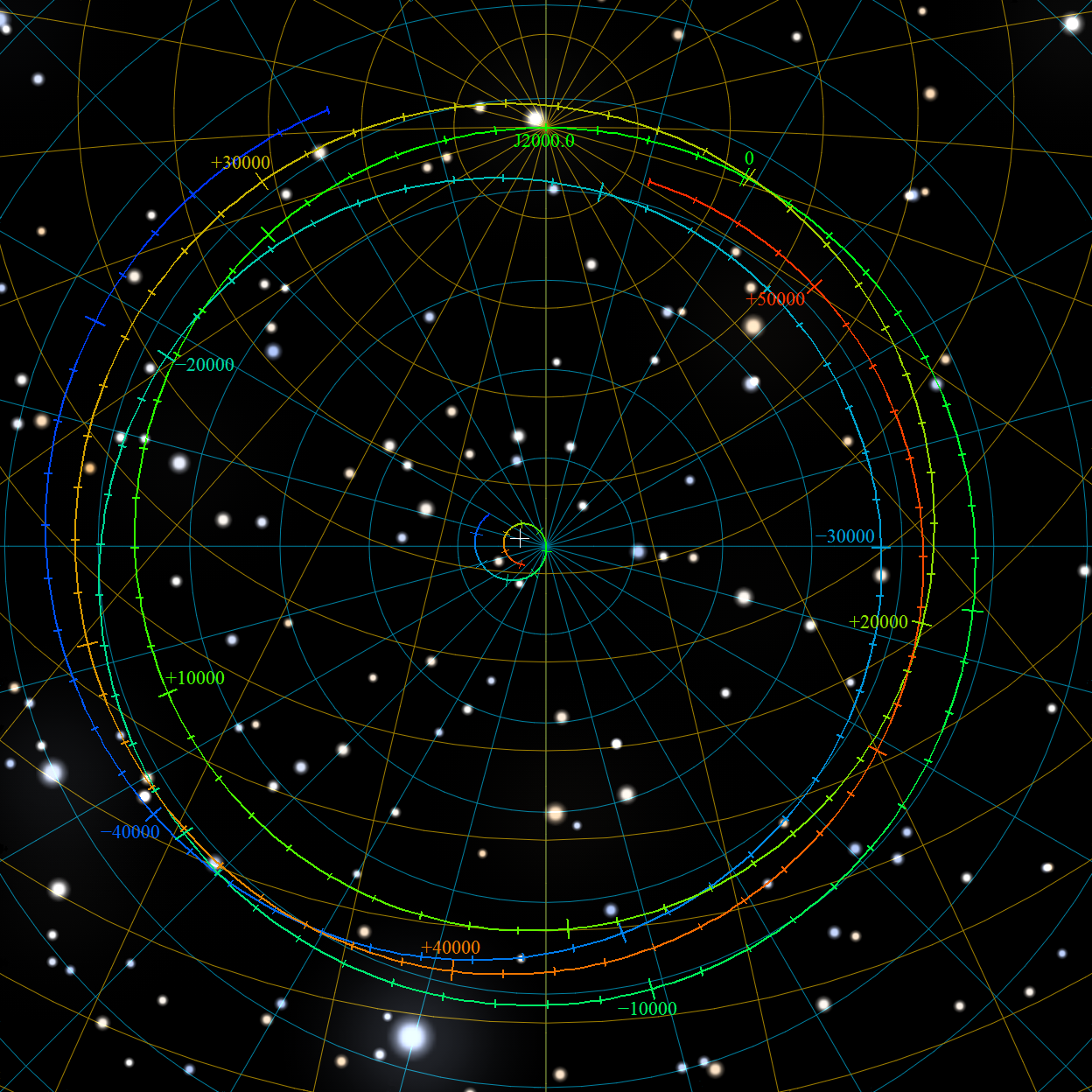
Projekcja ścieżki precesji bieguna północnego na niebie epoki J2000.0 (od 48 000 p.n.e. do 52 000 n.e.) i odpowiadająca temu zjawisku zmiana gwiazd polarnych; Alpha Draconis wypada między latami –4000 a –2000

Według wierzeń starożytnych Egipcjan Ra (bóg słońca) narodził się z bogini nieba Nut, którą wyobrażano sobie jako nagą kobietę kojarzoną z Drogą Mleczną. Jej nogi zaczynały się tam, gdzie na niebie widoczny jest Deneb (w gwiazdozbiorze Łabędzia), a głowa – w Bliźniętach. Podczas wiosennej równonocy głowa Nut zachodziła za horyzont mniej więcej 75 minut po Słońcu, jakby „połykając” Ra, który symbolicznie odradzał się po 272 dniach, o poranku w dniu przesilenia zimowego, na podobnej deklinacji co Deneb.
Niebo wyobrażano sobie jako nieruchomą sferę, po której krążyły gwiazdy i gdzie zmarli faraonowie wiedli dalsze życie. Według doktryny solarnej Starego Państwa zmarły król wstępował do nieba, gdzie stawał się bogiem i obejmował władzę nad krainą podzieloną, analogicznie do Egiptu, na dwie części. Wierzenia głosiły, że faraon jednoczy się po śmierci z Ozyrysem, a zgodnie z Tekstami Piramid przemienia się w gwiazdę w konstelacji Oriona i za dnia towarzyszy Ra w jego łodzi słonecznej.
Bogowie, faraonowie i wtajemniczeni kapłani posiadali ba – siłę życiową. Bogowie miewali wiele „ba”, wliczając w to gwiazdy i gwiazdozbiory. Wznoszone piramidy przygotowywano tak, by zmarły faraon mógł sięgnąć nieśmiertelności, a ich konstrukcja uwzględniała założenia astronomiczne. Ustawiano je tak, by wejścia skierowane były ku północy, w stronę Niezniszczalnych, umożliwiając odchodzącemu władcy swobodny dostęp do gwiazd północnego nieba.
Piramidy pełniły rolę miejsc spoczynku (bardziej niż zwykłych grobów), gdzie umieszczano zarówno fizyczne, jak i magiczne wyposażenie niezbędne w podróży ka ku życiu po śmierci i staniu się akhem. Jak to ujął egiptolog David Warburton, „te wejścia są tak naprawdę wyjściami”.

## Nazwa
Egiptolog Toby Wilkinson stwierdził w 2001 roku, że określenie „niezniszczalne” jest metaforą. „Gwiazdy okołobiegunowe stanowią przenośnię życia pozagrobowego, ponieważ gdy się im przyglądamy, dostrzegamy, że nigdy nie zachodzą, poruszając się wokół pozornie nieruchomej gwiazdy polarnej. W ten sposób są postrzegane jako wiecznie żywe, czyli – jak mówili Egipcjanie – niezniszczalne. Stanowią doskonałych przewodników dla duszy zmarłego monarchy”.

## Teorie na temat konstrukcji piramid

Schemat przekroju Wielkiej Piramidy:
1 – Wejście główne
2 – Tunel rabusiów
3 – Granitowe bloki
4 – Chodnik biegnący w dół
5 – Dolna komora
6 – Chodnik biegnący pod górę
7 – Komora królowej i tunele wentylacyjne
8 – Poziomy chodnik
9 – Wielka Galeria
10 – Komora króla i tunele wentylacyjne
11 – Przedsionek
12 – Tunel Greavesa

Około trzeciego tysiąclecia p.n.e. gwiazdą polarną była Thuban (Alpha Draconis). John Herschel i Charles Piazzi Smyth uważali, że to ona służyła do wyznaczania północy przy budowie piramidy Cheopsa, co pozwoliłoby datować jej początek na okres między 3440 a 2160 p.n.e. Reginald Engelbach oraz Somers Clarke byli jednak zdania, że nie trzeba było posługiwać się akurat Thubanem; wystarczyła inna gwiazda widoczna przez część nocy, a północ można było wyznaczyć, biorąc dwusieczną kąta między jej punktem wschodu a zachodu.
Wejścia do piramid królewskich IV dynastii w Gizie (Wielka Piramida, Piramida Chefrena i Piramida Mykerinosa) znajdują się w północnych ścianach, a korytarze podążają w dół pod takim kątem, by było z nich widać najważniejsze gwiazdy polarne. Budowle ustawiono tak, żeby nie przesłaniały sobie nawzajem widoku tych ciał niebieskich. W piramidzie Cheopsa tunel prowadzący na północ biegnie na zewnątrz pod kątem 30° i niemal pokrywa się z linią do Thubana (błąd wynosi około 3″). Z kolei południowy korytarz, przebiegający pod kątem 45°, codziennie mija pas trzech gwiazd w konstelacji Oriona. Każdy z tuneli miał wskazywać władcy kierunek do innej gwiazdy, z którą mógł się zjednoczyć po śmierci. Niektórzy przypuszczają, że północny tunel w komorze królewskiej mógł być zorientowany raczej na Beta Ursae Minoris niż na Thubana, by król mógł udać się w stronę gwiazdy jako Horus.
Egiptolog Kate Spence z University of Cambridge wyliczyła, że budowę piramidy Cheopsa rozpoczęto około 2480 p.n.e. (z tolerancją ±5 lat), opierając się na analizie ruchu okołobiegunowych gwiazd Kochab i Mizar. Budowniczowie mieli odnajdywać „stały punkt” nieba w połowie drogi między tymi dwiema gwiazdami i czekać na równoczesny tranzyt (tzw. „precesję”), co pozwalało bardzo dokładnie wyznaczyć północ. Wcześniejsza chronologia egipska zakładała w przypadku Starego Państwa błąd rzędu stu lat.
Zwolennicy nurtu tzw. historii alternatywnej, Graham Hancock i Robert Bauval, uważają, że tunele piramidy nie pokrywają się z gwiazdą polarną, a jej wzniesienie (podobnie jak Sfinksa) datują na około 10 500 rok p.n.e. Poglądy te nie są akceptowane przez główny nurt egiptologii.
Posąg ka faraona Dżesera w Sakkarze umieszczono w serdabie, czyli komorze w północnej części jego piramidy, nachylonej pod kątem 17 stopni. Dzięki dwóm otworom w ścianie statua miała „widok” na gwiazdy okołobiegunowe.